# Cerrado
A Cerrado trópusi szavannával borított hatalmas ökorégió Kelet-Brazíliában, Goiás, Mato Grosso do Sul, Mato Grosso, Tocantins, Maranhão, Piauí, Bahia, Minas Gerais, São Paulo, Paraná és a szövetségi körzet államaiban. A Cerrado bioszféra központi területei a brazil felföldön, a Planaltón terülnek el. A Cerrado fő élőhelytípusai az erdős szavanna, a parkszavanna, a füves-fás szavanna és a cserjés területek. A Cerrado magában foglalja a szavannás vizes élőhelyeket és a galériaerdőket is. A területet szezonális éghajlat jellemzi, amelyben a nedves és száraz időszakok váltakoznak.
Az amazóniai esőerdő után Brazília második legnagyobb élőhelytípusa, a Cerrado az ország területének 21%-át teszi ki (kis mértékben átnyúlik Paraguayba és Bolíviába is). 2 millió km² területének mintegy 75%-a magántulajdonban van.
A Cerrado jellemző növény- és állatfajoknak ad otthont, amelyek az éghajlati viszonyokhoz alkalmazkodtak. Számos faj, mint például az endemikus növények és az emlősök, kétéltűek, hüllők és madarak kizárólag ezen a területen fordulnak elő.
A Cerrado területei az évek során jelentős mértékben csökkentek az emberi tevékenység és a mezőgazdaság terjesztése miatt. Az erdőirtás és a mezőgazdasági területek fejlődése jelentős veszélyt jelent a Cerrado természeti örökségére és biodiverzitására. Ennek ellenére a Cerrado területei fontosak a biodiverzitás megőrzése és a globális ökoszisztéma szempontjából is.

## Éghajlat
A Cerrado éghajlata nedves szavannai, de egyes részein a félnedves trópusi klíma is megjelenik. Az év két évszakra tagolódik: egy igen erősen száraz téli és egy nedves nyári szezonra. A hőmérséklet 22 °C és 27 °C között ingadozik.

## Növényzet
A Cerrado növényzete egyedi, mind az alkotó fajok, mind azok elrendeződését tekintve. A növényzet mozaikosan változik a szavanna és a galériaerdők között, utóbbiak főleg a vizek közelében jellemzőek. A kettő közötti átmenetet a campo képviseli, ami nedves ugyan, de fák még nem nőnek rajta.
A lombkorona szerint a Cerrado négy kategóriára osztható fel:
- campo sujo: itt a lágyszárú növényzet jellemző, kisebb (max. 3 m magas) fák szórványaival;
- campo cerrado: kisebb facsoportok is előfordulnak, egészen négy méteres magasságig;
- campo sensu stricto: gyümölcsös-szerű ligetek, legfeljebb hat méteres fákkal;
- cerrado: a lombkorona legalább 50%-ot fed, a fák magassága a 9 m-t is eléri.